# Ногај
Ногај или Ногаи (1235/1240-1299) познат и као Кара Ногај (Црни Ногај), био је дефакто владар Златне хорде, владар Украјине, Осета и Галиције-Волиније у периоду од 1266. до 1299. године, а владар Ердеља и дела Влашке у периоду од 1241. до 1299. године. Ногај је једном речју био владар свих области између Ђердапске клисуре и Крима, а руске државице све до Урала биле су Ногајеви вазали. Године 1275. он је уз помоћ руских кнезова освојио део Велике кнежевине Литваније. Био је син Татара, унук Тервал-кана (Бувал), а праунук Џучија, најстаријег сина Џингис-кана. Име Ногај на монголском језику значи „пас”.
Ногај, или Ногаи (/ноʊˈɡаɪ/; такође се пише Ногаи, Ногај, Нохаи, Нокхаи, Нокаи, Нгоцхе, Ноцхе, Кара Нокхаи и Иса Ногаи; умро 1299/1300) је био генерал и творац владара Златне Хорде. Његов прадеда је био Јоџи, син Џингис-кана.
Иако сам никада није формално владао Златном хордом, он је заправо био савладар државе заједно са каном који је у то време био на власти и имао је неограничену контролу над деловима западно од Дњепра. На свом врхунцу, Ногај је био један од најмоћнијих људи у Европи и сматран је за истинског поглавара Хорде. Руски хроничари су му дали титулу цара, а фрањевачки мисионари на Криму су говорили о њему као о савладару. Ногај је такође био значајан преобраћеник у ислам 1271. године.

## Име
Француски историчар Паул Пеллиот написао је да је Нокхаи значио "пас". Иако на монголском језику „нокхои“ (на монголском писму: ᠨᠣᠬᠠᠢ, нокхаи) буквално значи „пас“, то не мора да значи посебно негативно и увредљиво име у свом контексту, пошто су се људи међу Монголима називали „псима“. у то време, а понекад и тренутно као "нокхдууд" као у "ви пси (момци/мушкарци/људи)". Џингис Кан је такође своје способне генерале назвао „псима рата“ или „људима рата“. До овога је вероватно дошло зато што су Монголи имали много паса, а пси су били веома корисни за живот људи у лову и упозорењима. Тако су пси постали велики део номадског живота и такође су играли велику улогу у њиховој религији. Према британском историчару Ј. Ј. Саундерсу, име "Пас" је коришћено да би се одвратила пажња злих духова (вероватно их не би занимао пас). Монголи су вука понекад називали "степским псом".

## Детињство
Ногај је после очеве смрти наследио све његове поседе, који су били у веома лошем стању јер су се после смрти Огатај-кана 11. децембра 1241. године, Угарска и Пољска ослободиле. Да ситуација буде гора Бату-кан, вођа монголске војске, се повукао из Европе, а оставио је само 10.000 Монгола у Молдавији и Румунији, као пограничну стражу. Ногаја је и поред тога подржавао његов стриц Берке-кан, који га је учинио моћним и амбициозним човеком.

### Младост под Бату - каном и Берке - каном
Ногај је био син Татара (Тутара), који јебио син Тервала и унук Јочија. Он је наследио дедину апанажу након очеве смрти. После монголске инвазије на Европу, кан Бату је оставио Ногаја са туменом (10.000 ратника) у данашњој Молдавији и Румунији као пограничном стражом. Био је синовац Берке кана, као и Бату кана и Орда кана, а под стрицем је постао моћан и амбициозан војсковођа.

## Прелазак у ислам
Ногај и Берке су око 1250. године, заједно отишли у Мамелучки султанат, где су 1262/1263. године, примили Ислам. Ногају је том приликом дато име Иса Ногај. Мамелучки султан Бајбарс I је 1270/1271. године, честитао Ногају што је прешао у Ислам.

## Први рат против Пољске
Пред крај 1259. године, два Татарска генерала — Бурундај и Берке су напали Пољску, а Ногај се, заједно са својим савезником Талабугом нашао у Бурундајевом одреду. Око 30.000 Татара су 2. фебруара 1260. године, опљачкали град Сандомјеж и у катедрали Светог Јакова побили 48 Доминиканаца. Након спајања Бураундајеве и Беркеове војске 12. фебруара, Татари су опљчкали и Краков, који је бранио пољски кнез Болеслав V Стидљиви. У овом походу погинуло је мало Татара, али много пољских витезова.

### Друга монголска инвазија на Пољску
У каснијим годинама, Берке је почео да преноси све више и више одговорности на свог перспективног синовца. Ногајева водећа улога се први пут појављује, заједно са Толабугом, под чувеним монголским генералом Бурундајем као командант битке 1259/1260. године. Био је млади подкомандант током другог великог монголског напада на Пољску, предузетог како би финансирао Беркеов рат против Хулагуа. Овде се Ногај истакао и опљачкао Сандомир, Краков и друге градове.

## Рат противИлканата
За разлику од свог оца Ногај је подржавао Беркеа у рату против Хулагу кана, рођеног брата великог кана монголске империје Монгке-кана. Хулагу је био изненађен овим Ногајевим преласком, па је поражен у бици на реци Терек 1262. године. Неколико хиљда Монгола се удавило у реци, а преживели су се повукли.
Ногај је 1266. године, напао Грузију, али га је под Тбилисијем поразио Хулагув син Абака-кан, па је био приморан да склопи мир, које је трајао до смрти Абакиног наследника Аргун-кана 1291. године.

## Успон на власт у Златној Хорди и Европи: 1262–1266. године

### Берке - Хулагуов рат
Године 1262. избио је грађански рат између Златне Хорде и Илканата, при чему су кан Берке и кан Хулагу подржали одвојене кандидате за титулу кана. Ногај кан је добио високу улогу у војсци Златне Хорде; Рашид Ал-Дин га описује као Беркеовог „главног команданта“. Имао је под командом 30.000 људи. Прво је оптужен за препад дуж границе на територију Илканата; Ногај је извршио вишеструка извиђања у региону Кавказа, привлачећи кана Хулагуа на север са већином својих снага. Уништио је претходницу под Ширамуном и извршио напад до Кура, али је и сам био одбијен код Шабрана у децембру 1262. године, и приморан да се повуче. Ногај је тада преузео задатак да одбије покушај Хулагуове инвазије, пошто је овај био охрабрен; кан Хулагу је кренуо на север са својом војском да нападне Беркеову територију, покушавајући да обухвати Ногајеву војску код Терека, али је пронашао само напуштени логор. Док су Хулагуови људи пљачкали логор, Ногајеве трупе су изненадиле Хулагуове код реке Терек, посекавши велики број њих у заседи. Кан Хулагу је окупио своје људе и уследила је целодневна битка; борбе су биле жестоке, али је почетна предност Златне Хорде била превелика. Војска Илканата је разбијена и многе хиљаде њих су се удавиле док су покушавале да побегну, а преживели су побегли назад у Азербејџан. Ова победа је знатно побољшала Ногајеву репутацију у Хорди, а он је већ био поуздани командант кана Беркеа.
У августу 1264, рат је практично окончан када је Кублај кан крунисан за великог кана уз признање кана Беркеа, кана Хулагуа и кана Чагатаја. Међутим, рат је обновљен између Златне Хорде и Илканата 1265. године, Ногај је добио задатак да предводи инвазију на Илканат, којим сада влада Хулагуов наследник Абака кан. Напао је Персију и опљачкао неке области пре него што га је кан Абака дочекао у борби на Аксуу. Уследила је жестока и тешка битка у којој је Ногај лично повређен (изгубио је око) и његова војска је била принуђена да се повуче. Кан Абака је гонио Ногајеву војску преко Кура, надајући се да ће је збрисати, али је кан Абака био приморан да се повуче када је кан Берке стигао са појачањем.

## Поход против Византије
Године 1265. Ногај је прешао Дунав, где није затекао никакав отпор, јер су се све византијске снаге пред њим повукле. Опљачкао је Бугарску, па прешао у Тракију. Византијски цар Михајло VIII Палеолог је, 1266. године, да би спасио царство своју кћер Еуфросину Палеолог удао за Ногаја.
Године 1265. Ногај је повео своју војску преко Дунава, предводећи 20.000 војника на територију Византије. Разбио је византијске снаге и опустошио градове у Тракији. Године 1266. цар Михаило VIII Палеолог, желећи да склопи савез, дао је своју ћерку Еуфросину Палеологину Ногају за жену. Дао је много злата Златној Хорди као данак, и постао савезник Хорде, углавном се је сарађивао са Ногајем уместо са каном. Такође је поклонио Ногају бисере, драгуље и вредну одећу, што је привремено натерало Ногаја да напусти животињску кожу коју је обично носио ван битке. Ногај је, међутим, лукаво питао да ли драгуљи и одећа могу да одбију муње, спрече главобољу или унапреде добро здравље, пре него што је похвалио практичност псеће коже коју су његови људи носили.

## Владавина 1266 - 1294. године
Кан Берке је умро око 1266. године. Упркос свом утицају, Ногај није покушао да преузме власт над Златном Хордом, задовољивши се служењем Менгу-Тимур кану. Међутим, успео је да оствари де факто контролу, са скоро потпуном контролом над земљама западно од Дњепра. Поред својих турских поданика, директно је владао Русинима Галичко-Волињске кнежевине, Осетинима и делом Влаха. Такође је предузео сопствену спољну политику, шаљући изасланике у Мамелучки султанат, склапајући брачне савезе са Византијом и Илканатом и вршећи пљачкашке походе на разна европска краљевства.

Године 1282. кан Ногај је послао 4.000 монголских војника у Цариград, да помогну његовом тасту, цару Михаилу VIII, да сузбије побуњенике на челу са севстократором Јованом I Дуком од Тесалије. Али цар Михаило VIII је умро и цар Андроник II је употребио савезничке трупе за борбу против Србије.

## Побуна против Татара у Бугарској
Око 1275. године, у Бугарској је избила побуна против цара Константина I Асена Тиха, а вођа тог устанка био је Ивајло. Он је у неколико наврата поразио Татаре и чак 1277. године, убио цара Константина I Тиха, али тек 1278. године, је успео да освоји Трново. Византијски кандидат за бугарски престо Јован Асен III је почетком 1279. године, освојио Трново. Цар Ивајло није успео да га освоји, али је поразио две војске које су кренуле у помоћ опседнутом Трнову. Цар Јован Асен III је на крају побегао из Бугарске, а на бугарски престо је дошао Куманац цар Ђорђе I Тертер. Цар Ивајло је око 1280. године, дошао Силистру, па из ње отишао кану Ногају тражећи помоћ, али нешто касније кан Ногају је дошао и цар Јован Асен III. Кан Ногај је 1281. године, током једне гозбе наредио Ивајлово погубљење.

### Инвазија на Бугарску и Византију
Године 1271. и 1274. кан Ногај је предводио походе на Бугарску и Византију. У првом налету источноримски цар Михаило VIII избегао је битку и понудио своју ћерку за жену кану Ногају. Године 1277. народни покрет предвођен Ивајлом Бугарским задобио је подршку многих војника и племића и поразио одред Монгола, приликом упада на њихову територију. Године 1278-79. кан Ногај је, изнервиран устанком, лично повео војску у Бугарску. Победио је Бугаре, извршио пљачкашки поход на земљу и опсео цара Ивајла у Силистри, али се после три месеца повукао. Цар Ивајло је касније избегао монголску блокаду и повео бугарске снаге у победу над Ногајевим византијским савезницима у бици код Девине. Године 1280. цар Ивајло је почео да губи подршку међу својим следбеницима, који нису били заинтересовани за бескрајне ратове са Византинцима, деловима бугарског племства и монголским пљчкашким одредима. Племићи су касније изабрали Ђорђа I Тертера за цара. Цар Ивајло је одлучио да се обрати кану Ногају, лично се појавивши пред њим са малом групом следбеника тражећи од кана да га поново постави за цара; кан Ногај га је најпре срдачно примио и позвао на гозбу. Али на гозби, са царем Ивајлом и царем Јованом Асеном III који су седели поред њега, кан Ногај је показао на цара Ивајла и рекао: „Он је непријатељ мог оца, цара Михаила VIII, и не заслужује да живи“. Ивајло је на лицу места погубљен од стране Ногајеве страже.

Кан Ногај је размишљао да погуби и цара Јована Асена III, другог претендента на бугарски престо, али је његова жена Еуфросина тражила да поштеди Јована Асена III, и Ногај је попустио. Јовану је дозвољено да побегне у Малу Азију. Кан Ногај је новог бугарског цара Георгија I Тертера учинио својим вазалом. Након Георгијевог бекства у Цариград, кан Ногај је на бугарски престо поставио свог блиског сарадника Смилеца, задржавши Бугарску вазалом Златне Хорде.

## Први поход на Србију
Године 1282. Ногај је послао 4 000 Татара у Цариград, да помогну у смиривању побуњеног тесалијског владара, севастократора Јована I Дуку, али цар Михајло VIII је умро, а на власт је дошао његов поводљив син цар Андроник II Палеолог, који није користио Татарску војску за рат против Тесалије него против Србије, у коју су, предвођени Михаилом Главасом Тархонијатом, продрли до Липљана, Призрена и набујалог Белог Дрима, због тога нису успели да продру дубље у Србију. Део татарске војске, предвођен Чрноглавом покушао је на коњима да преплива Бели Дрим, али нису успели и подавили су се, док је Чрноглава са делом војске успео да преплива реку, али су сви изгинули у сукобу са српском војском. Чрноглавина глава на колцу је послата српском краљу Милутину.

## Инвазија Угарске
Година 1284. или 1285. кан Ногај је заједно са каном Толобугом и Куманима извршио инвазију на Угарску. Татари су се поделили у две трупе. Прва група, предвођена каном Ногајем је напала Ердељ и опљачкала градове Регин, Кронштат и Бистрицу, док је друга група предвођена каном Толобугом напала север Угарске, али је била успорена великим снеговима са Карпата и поражена код Пеште, од стране угарског краља Ладислава IV. Друга група је нападана из заседе од стране Секеља за време повлачења и тако је погинуло много Татара, па је рат завршен татарским поразом.

### Друга монголска инвазија на Угарску
У зиму 1285. године, кан Ногај и кан Толобуга напали су Угарску са монголским и куманским трупама, али су за разлику од Субутаја четрдесет година раније поражени. Упали су на два фронта са знатном војском. Кану Ногају су говорили о опасној политичкој ситуацији у Мађарској од бежања куманских ратника (племићи краља Ладислава IV су се практично побунили против њега, а Мађарска је управо била ослабљена куманском побуном коју су недавно предводили), и планирао је да то искористи тако што је покренуо огроман поход против очигледно ослабљеног краљевства.
План инвазије је осмислио кан Ногај, са две колоне које су предводили он и кан Толобуга. Толобугине трупе су опустошиле Трансилванију и извршиле препад до Пеште, али им је новоизграђена мрежа утврђења Мађара задала много проблема. Монголске снаге нису биле у стању да заузму ниједан већи камени замак или утврђене градове и патиле су од несташице снабдевања, напада локалних мађарских снага и оштрог отпора у било ком замку или граду који су напали. На крају их је потукла мађарска краљевска војска под краљм Ладиславом IV од Мађарске код Пеште, а монголске снаге које су се повлачиле ушле су у заседу Секелија, изгубивши велики део својих нападачких снага.
Кан Ногај је био успешнији од кана Толобуге, остао је у Мађарској до пролећа и задржао највећи део своје војске, али је ипак претрпео неколико озбиљних пораза од стране локалних мађарских трупа (примарних Секеља, Саса и Влаха). Такође није успео да заузме ниједно веће утврђење, са изузетком саксонског замка бана Микода. Ногајева колона никада није дошла у контакт са краљевском војском, пошто су његови губици за локалне мађарске снаге у областима у којима је деловао били довољно озбиљни да га убеде да се прерано повуче. Његова колона је такође упала у заседу Секелија на повратку.
Све у свему, кампања је била тежак пораз за Златну Хорду и један од највећих неуспеха кана Ногаја; после ње није било већих упада у Угарску, већ само пљачкашки походи дуж границе

### Уздизање Толобуга
По повратку из погубног похода на Угарску у срце Хорде 1287. године, затекли су кана Тотамонгу потонулог у верској омамљености. Касније те године, он је препустио престо свом синовцу Толобуги. У жељи да се докаже као способан владар, а не као марионета кана Ногаја, и вероватно желећи да надокнади свој део губитка у Мађарској, кан Толобуга је одмах покренуо инвазију на Илканат, покушавајући да заузме спорну територију Азербејџана. Није успео, дискредитујући га и играјући на руку свом ривалу кану Ногају, који је и даље био поштован упркос сопственим поразима у Трансилванији. Кан Ногај ће остати моћан владар током Толобугиног кратког мандата као кана Златне Хорде.

## Трећа монголска инвазија на Пољску
Кан Ногај и кан Толобуга су извршили трећи напад на Пољску 1287/1288. године, али су поражени од стране војски источне Европе.

### Толобугин напад на Пољску
Ногајев други поход на Пољску почео је 1287. године. Кан Ногај га је водио у савезу са каном Толобугом, кнезом Владимиром од Волиније, кнезом Мстиславом од Луцка и кнезом Лавом од Галича. У целој њиховој војсци налазило се 30.000 људи. 7. децембра северни одред Татара предвођен каном Толобугом је био у близини града Володимир, где је кан Толобуга поставио камп. После тога су са муком прешли реку Вислу код Завихоста, али пошто следећа река на коју су наишли није била замрзнута нису могли да продру дубље у Пољску. После неког времена кренули су према Сандомјежу, који нису опседали, али су оставили своје русинске јединице под градом. Слабо снабдевене татарске јединице нису ни пљачкале ни освајале, а и нису могле освојити утврђене градове. Покушали су да освоје Лујса Гору, али су поражени од стране пољског кнеза Лешка Црног и његових 15.000 људи у бици код Лагува. војвода Лешко је до ногу потукао Татаре, али их није протерао са својих територија. После овог пораза, 20. децембра их је код Кјелце напао краковски војвода Вавел. Тада је кан Толобуга био приморан да се повуче из Пољске и у јануару 1288. године, налазио се у повлачењу код Лавова.

### Ногајев напад на Пољску
Дана 24. децембра јужни татарски одред под вођством кана Ногаја, кренуо је на север. Истог дана Татари упадају у Малопољску и опседају Краков, у који је нешто пре тога из Сандомјежа стигао војвода Лешко да припрема град за одбрану. Пошто је град био добро припремљен за опсаду и због напада угарског краља Ладислава IV, кан Ногај напушта опсаду, пљачка садашње Малопољско војводство и чак становнике наговара на побуне. Том приликом је опседнут град Стари Сонч, чији је вођа бранитеља био Ђорђе Соварски. Тај град је био још боље припремљен за опсаду и имао је више бранитеља. У међувремену војвода Лешко је раскинуо савез са Угарима и напао их је, а у Пољској га је заменио војвода Владислав Ниски, који је Ђорђу дао наредбу да скупи угарске војске у Пољској и порази Татаре код Старог Сонча. После тог тешког и потпуног пораза Татари су опљачкали регион Подхале, па су разорили угарски град Подолињец. Пред излаз из Кошћелиске долине, код Црног Дунајеца Татаре су напали пољски горштаци. После те битке кренули су у повлачење и већ крајем јануара кан Ногај се са својом војском налазио у Галицији. У тој експедицији кан Ногај је заробио око 20.000 људи.

### Поход на Черкезију
Након неуспешног напада на Пољску, кан Ногај и кан Толобуга су извршили још једну експедицију, овог пута у Черкезију. Тамо су пљачкали и убијали по својој вољи. Међутим, када су се вратили у своје зимовнике, велики снегови су довели до тога да се Толобугина војска изгуби на повратку и много напати. Ногајева војска је здрава стигла до зимовника. Кан Толобуга је за ово окривио кана Ногаја.

### Сукоб са каном Толобугом
Кан Ногај и кан Толобуга се никада нису слагали, а њихов сукоб током инвазија на Пољску и Черкезију руски историчар из 19. века Николај Карамзин сматра главним разлогом за тешке губитке у тим експедицијама. У јесен 1290. године, кан Толобуга је, мислећи да је кан Ногај ковао заверу против њега, одлучио да окупи војску и крене против свог генерала. Кан Ногај је одлучио да глуми незнање, иако је добро знао Толобугину несклоност према њему; такође је послао писма Толобугиној мајци, говорећи да има лични савет да да кану који може да уради само сам, у суштини захтевајући формални састанак принчева. Толобугина мајка га је саветовала да верује кану Ногају, а касније је кан Толобуга распустио већину својих снага и појавио се на састанку са каном Ногајем само са малом пратњом. Према Рашиду Ал-Дину, кан Ногај је топло примио кана Толобугу и претварао се да је болестан да би изгледао безопасније.
Међутим, кан Ногај је био дволичан; стигао је на одређено место састанка у пратњи велике групе војника и Токтаја, као и три Менгу-Тимурова сина. Док су се кан Ногај и кан Толобуга срели, Ногајеви људи су искочили у заседи, брзо ухвативши кана Толобугу и његове присталице; кан Ногај је, уз помоћ штићеника, тада насмрт задавио кана Толобугу. После тога се окренуо младом Токтају и рекао: „Толобуга је узурпирао престо твог оца, а твоја браћа која су с њим пристала су да те ухапсе и погубе. Предајем ти их, а ти можеш радити с њима како хоћеш“. Токтај их је касније погубио. За своју улогу у постављању Токтаја на престо, кан Ногај је добио приходе кримских трговачких градова. Кан Ногај је потом одрубио главе многим монголским племићима који су били присталице кана Толобуге, како би учврстио власт свог наводног марионетског кана. Токтај је проглашен за кана почетком 1291. године.

## Освајање Бугарске
Цар Ђорђе I Тертер је по доласку на власт објавио рат Византији, Ногајевој савезници. После пораза бугарских савезника 1282. године Татари предвођени каном Ногајем су опустошили Бугарску. На крају 1285. године, цар Ђорђе I је морао да да свог сина Теодора Светослава за таоца, а Теодорова сестра Хелена је удата за Ногајевог сина Чаку. Године 1292. кан Ногај је поново напао Бугарску. Пред њим је у Византију побегао цар Ђорђе I Тертер, на власт је дошао Ногајев кандидат, сопотски војвода Смилец.

## Други поход на Србију и склапање мира
Српски владари краљ Стефан Драгутин и његов брат, краљ Србије Стефан Урош II Милутин су освојили Браничевску област од самосталних бугарских великаша Дрмана и Куделина. Након тога је и тадашњи татарски вазал и видински кнез Шишман I покренуо напад на Србију. У нападу је поражен а српска војска му је заузела области све до Видина. Након, склапања мира и Шишман I постаје српски вазал.
Протеривање Дрмана и Куделина, који су пред Србима побегли свом de jure суверену татарском кану Ногају, као и Шишманово признавање српске врховне власти уместо татарске, покренули су кана Ногаја да се окрене збивањима на Балканском полуострву и утврди своје позиције на њему. Он је због тога покренуо велику војску ка Србији са циљем да се разрачуна са краљем Милутином и његовом офанзивом. Краљ Србије је био свестан Ногајеве војне надмоћи, због чега му је у сусрет уместо војске, упутио посланике да преговарају о склапању мира. Кан Ногај је његове посланике примио и сагласио се са њима о склапању мира којим је признато уз Милутиново обећање да су његове акције против бугарских великаша биле дефанзивног карактера и да он не планира да се шири на исток на рачун других Ногајевих бугарских вазала. Сам кан Ногај је са своје стране тражио од краља Стефана Уроша II Милутина Немањића таоце који ће бити гарант да ће се краљ Стефан Урош II Милутин придржавати уговорених обавеза, што је краљ Србије испунио пославши кану свог сина Стефана Дечанског и децу својих виђенијих великаша, тако да је 1292. године, између њих закључен мировни уговор који су испоштовали обојица. Ногајеви мотиви за склапање овако повољног мира са Србијом у позицији јасне војне надмоћи нису познати, али је највероватније да он сам није био претерано заинтересован за Балканско полуострво и ширење на њему.

## Рат против Токтаја и последице
Кан Ногај је упркос својој моћи и јунаштву лојално служио канове Златне хорде. Године 1287. кан Ногај је свргнуо Туда-Монгкеа, а на престо Златне хорде је дошао кан Толобуга, кога је кан Ногај убио 1291. године. Помогао је младом кану Токтају да дође на власт јер је мислио да ће и кан Токтај бити његова марионета, али кан Токтај је постао веома тврдоглав и постао је Ногајев ривал. Кан Ногај је кана Токтаја поразио у једној бици и хтео је да крене за њим и продре дубоко у Златну хорду, али на Криму су Ђеновљани поразили и убили Ногајевог унука Агтјиа, који је прикупљао данак, па је кан Ногај морао оружје окренути против Ђенове. У овој борби кан Ногај је опљачкао све ђеновљанске луке и освојио цео Крим.
Године 1296. цар Смилец је искористио Ногајево мање обраћање пажње према Бугарској, због његовог рата против кана Токтаја и подигао побуну против татарске власти. Смилецову побуну је подржавала Србија.
Међутим, кан Токтај се показао тврдоглавијим владаром од кана Туда-Менгура или кана Толобуге. Кан Ногај и кан Токтај су се убрзо нашли уплетени у смртоносно ривалство; док су сарађивали у нападима на побуњене руске кнежевине, остали су ривали. Токтајев таст и жена су се често жалили да кан Ногај себе сматра супериорнијим од кана Токтаја, а кан Ногај је више пута одбијао све захтеве које је кан Токтај захтевао од њега, па чак и да присуствује његовом двору. Такође су се разишли око политике трговачких права за ђеновљанске и венецијанске градове на Криму. Две године након што је кан Ногај поставио кана Токтаја, њихово ривалство је дошло до врхунца и кан Токтај је кренуо да окупи своје присталице за рат против кана Ногаја.

### Битка на равници Нергхи
Кан Токтај, са већом контролом над источним деловима царства, успео је да прикупи огромну снагу, већу од Ногајеве, али наводно мање способну за оружје због искуства Ногајевих људи у њиховим ратовима у Европи. Марко Поло, полазећи од монголских извора, наводи да је кан Ногај саставио 15 тумена (150.000 људи), а кан Токтај 20 тумена (200.000 људи), али су ти бројеви вероватно преувеличани. Два владара су 1297. године, улогорила десет миља један од другог у равници Нергхи, на пола пута између Ногајевих и Токтајевих земаља. Након дана одмора, уследила је тешка битка која је трајала већи део дана, у којој су се кан Ногај и кан Токтај лично истакли у борби (упркос годинама кана Ногаја). На крају, кан Ногај је победио упркос својој бројчаној слабости. Наводно је убијено 60.000 Токтајевих људи (скоро трећина његове војске), али је сам кан Токтај успео да побегне.

### Битка код Кагамлика
Међутим, кан Токтај  се још није предао. После неколико година успео је да обнови своју војску и подигне већу војску са којом се супротставио кану Ногају дубоко унутар Ногајеве територије, у Кахамлику (Кагамлик), близу Дњепра. Овде је 1299. или 1300. године, кан Токтај коначно победио, а његова војска је победила Ногајеву. Ногајеви синови су избегли битку са 1.000 коњаника, док је кан Ногај ухваћен како бежи са 17 када га је ранио руски војник у служби кана Токтаја. Рекао је: "Ја сам Ногај. Одведи ме код Токтаја, који је Кан." Војник је убио кана Ногаја и одонео му главу код кана Токтаја; побеснели кан Токтај, љут што је проливена крв монголског принца (планирао је да погуби кана Ногаја на бескрвни начин у складу са традицијом), погубио је војника. Ногајеви синови су убрзо након тога прогоњени и погубљени.
Упркос својој моћи и храбрости у борби, Ногај никада није покушао да заузме канат Златне Хорде за себе, радије је деловао као нека врста савладара. Служио је под неколико канова Златне Хорде: кан Берке, кан Мунглетемур, кан Тотамонгу, кан Толобуга и кан Токтај.

## Погибија
Године 1299. велики кан Монгола Темир Бориџигин је, као Токтајев савезник напао Ногаја, победио га и убио на реци Кагамлику. До Ногајове погибије дошло је због издаје Руса. Кан Токтај је после тога преузео већину Ногајевих поседа, а само је у Бугарској као цар владао Ногајев син Чака. Ногајева жена Чини је са својим сином Туријем после овога побегла у Илканат где су били почасни гости владара Илканата Газана.
После Ногајеве погибије кан Чака је отишао да угуши устанак. Цар Смилец се са својом породицом одмах склонио у Трново, које је кан Чака освојио. Цар Чака је у ствари настојао да доведе Теодора Светослава на власт.

## Личност и карактер
Рашид Ал-Дин представља Ногаја и као способног генерала и као лукавог старог политичара. Био је задовољан тиме што је остао творац канова и моћ иза престола, уместо да сам преузме директну контролу над Хордом. Ногај је самосвесно промовисао монголске начине и поносио се својом лозом. Упркос томе, његова верска уверења су очигледно пратила његове дипломатске потребе; у почетку је био побожни тенгрист, као и већина становника Златне Хорде, и остао је чак и након Беркеовог преласка на ислам. Касније, у писму Египту 1271. године, тврдио је да је прешао на ислам, а његово име је укључено на списак преобраћеника који је кан Берке послао мамелучком султану Бајбарсу I 1263. године. Ипак, 1288. године, је поклонио будистичке реликвије Илкану Аргуну. Једна од Ногајевих жена, Јаилак, редовно је посећивала фрањевачки самостан у Ћириму (Стари Крим) и крштена је као католкиња. Након што је кан Токтај ступио на престо, Ногај је удао своју ћерку Кијат за Јаилака (није био у сродству са Ногајевом женом), будисту и сина команданта племена Саљи'удаија. Ногајева ћерка Кијат, након удаје, прешла је на ислам (Ногај је очигледно није васпитао као муслиманку).
Ногајева прва жена звала се Чубеј, а друга Јаилак, заједно са византијском принцезом Еуфросином. Рашид Ал-Дин је Чубеј описао као "паметну и компетентну". Ногај и Чубеја су имали два сина: Јогеа (најстаријег) и Тигеа. Имао је једног сина по имену Тораи од Јаилаке. Такође је имао ћерку по имену Кијак. Имао је још једну жену по имену Алака са којом је добио још једног сина Чака, који је владао као бугарски цар од 1299. до 1300. године. Био је близак пријатељ и са Мангусом, византијским трговцем са Крима. Он је организовао и одржао церемонију венчања Мангусове ћерке Еуфросине за Теодора Светослава Бугарског на свом двору, а његова жена Еуфросина постала јој је кума.